# Карандышево
Карандышево — деревня в Юрьев-Польском районе Владимирской области России, входит в состав Красносельского сельского поселения.

## География
Деревня расположена в 25 км на юго-восток от райцентра города Юрьев-Польский.

## История
Плакида Иванов сын Покудин 1 февраля 1566 г. от царя Ивана IV получил в вотчину его же собственное поместье сельцо Сущово по обе стороны р. Колокши в Ильмехотском стане Владимирского уезда (67 четвертей земли) и две деревни Вески с пустошами в Юрьевском уезде (92 четвертей). Пожалование было произведено в связи с тем, что на государя к дворцовому селу Спаскому была взята вотчина П. И. Прокудина сельцо Новое в верховьях р. Тумонгоши во Владимирском уезде в 160 четвертей земли. После обмена за Плакидой осталось небольшое вотчинное сельцо Карандышево рядом с дворцовым селом Новым в Ильмехотском стане Владимирского уезда.
В 1790 году Михайло Иванов сын Прокудин продал деревню Карандышево графу Александру Николаевичу Зубову.                      «В деревне Карандышеве доставшиеся покойному господина отцу Графу Александру Николаевичу Зубову по купчей в 790 году лейб гвардии от прапорщика Михаила Иванова сына Прокудина написанные по последней ревизии за ним Прокудиным крестьяне.»
В конце XIX — начале XX века деревня входила в состав Стопинской волости Владимирского уезда. В 1859 году в селе числилось 55 дворов, в 1905 году — 83 дворов.
С 1929 года деревня входила в состав Калининского сельсовета Юрьев-Польского района, с 1935 года — в составе Небыловского района, с 1965 года — в составе Юрьев-Польского района, с 1977 года — в составе Авдотьинского сельсовета, с 2005 года — в составе Красносельского сельского поселения.

## Население
| 1859 | 1905 | 2002 | 2010 | 2021 |
| ---- | ---- | ---- | ---- | ---- |
| 373  | ↗579 | ↘47  | ↘42  | ↘30  |

## Известные уроженцы
- Куликов Николай Алексеевич (1920—1972) — гвардии капитан Советской Армии, участник Великой Отечественной войны. Герой Советского Союза (1946).